# Imbert (República Dominicana)

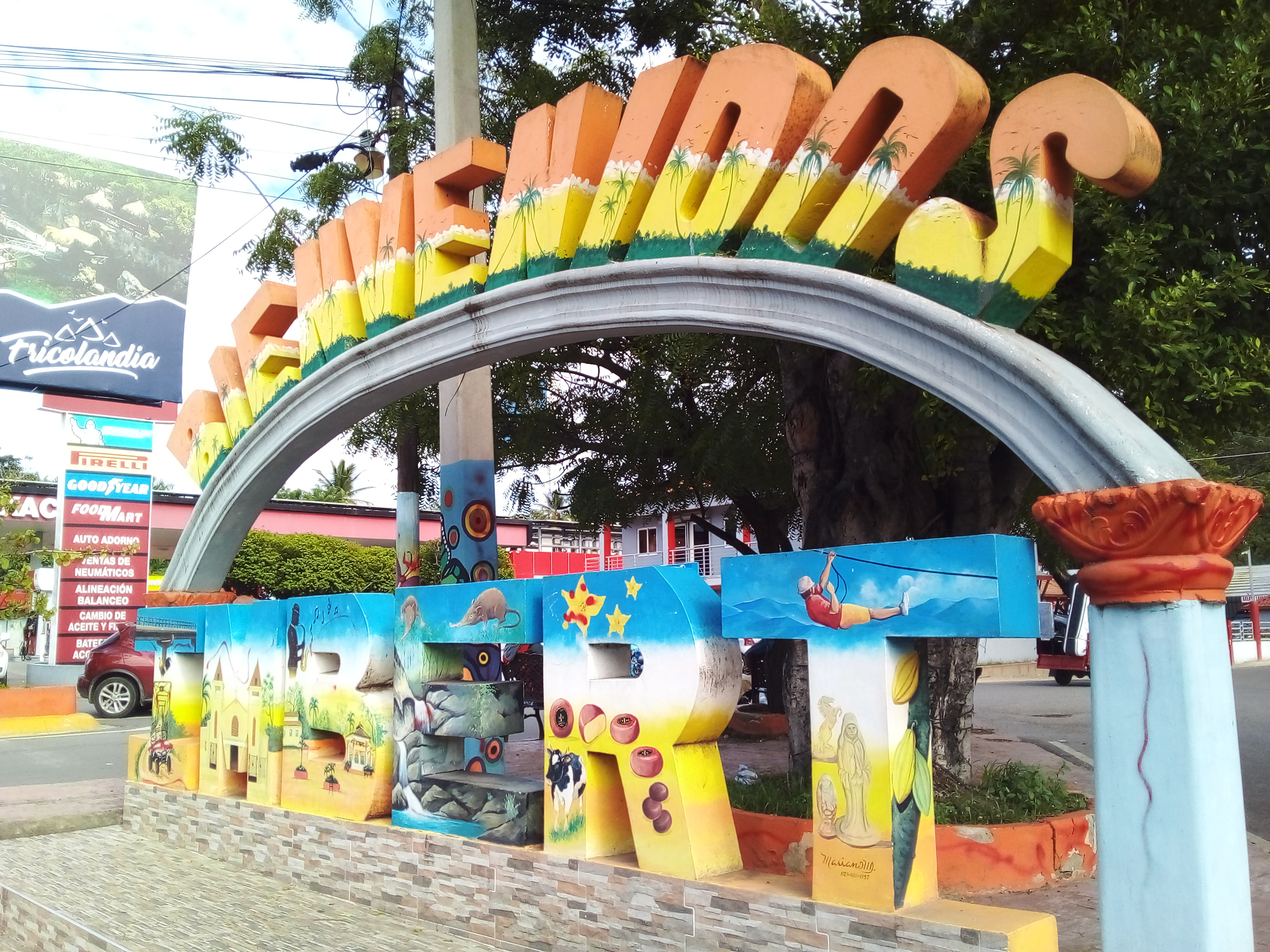
Acceso a Imbert por la Ruta 5.

Imbert es un municipio de la República Dominicana, que está situado en la provincia de Puerto Plata.

## Límites
Municipios limítrofes:
|                | Norte: Luperón y Maimón                 |                         |
| Oeste: Luperón |                                         | Este: Maimón y Altamira |
|                | Sur: Los Hidalgos, Guananico y Altamira |                         |

## Distritos municipales
Está formado por el distrito municipal de:
| Nombre | Código   |
| ------ | -------- |
| Imbert | 01180401 |

## Historia

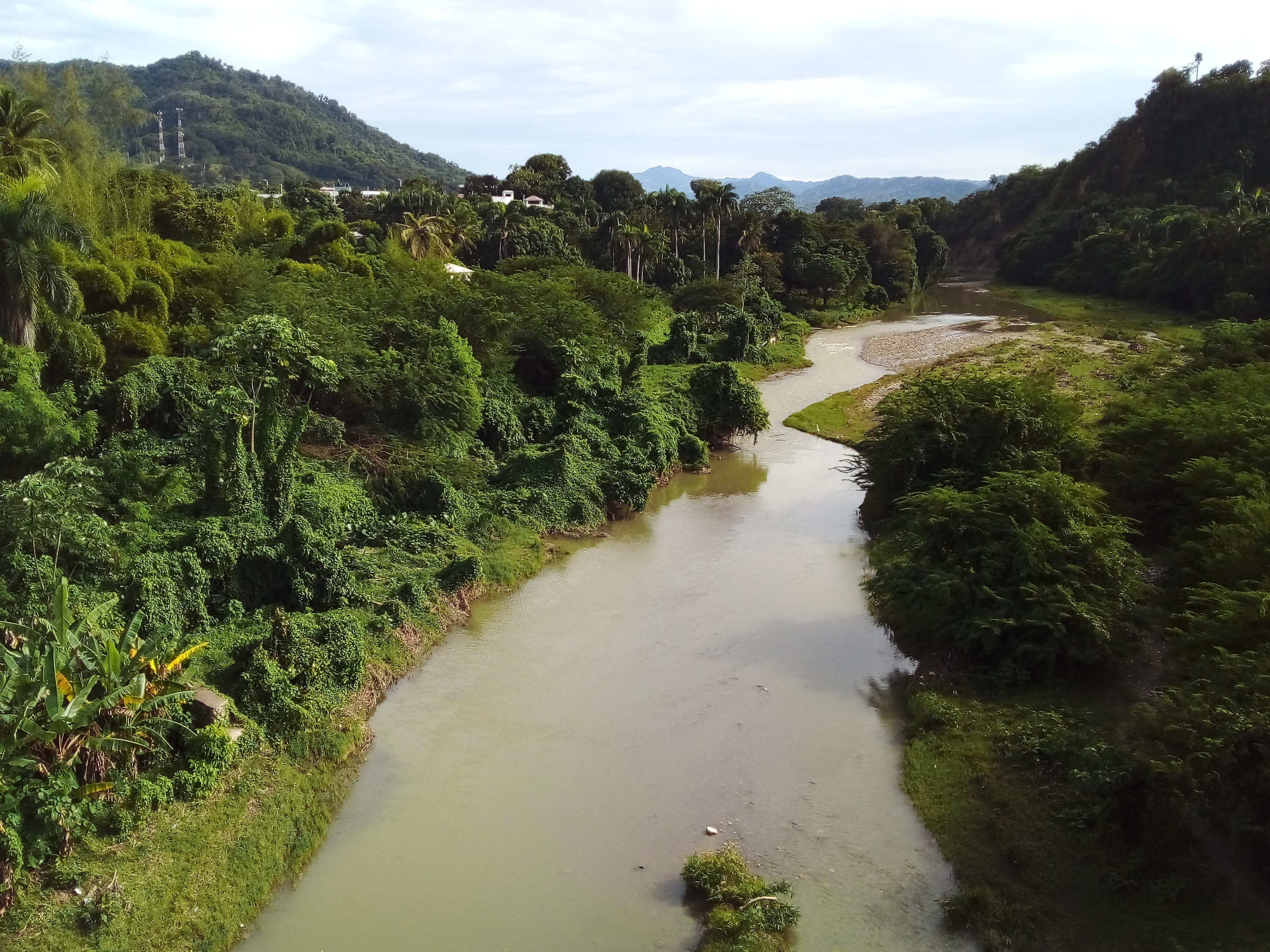
Río Bajabonico, a su paso por Imbert.

En la administración del Presidente Ulises Heureaux, al inaugurarse el Ferrocarril Central Dominicano, fue establecida una estación a orillas de un pequeño poblado, justo en el centro de la provincia. Esta estación -denominada Villa Imbert-- tuvo como primer responsable a Adolfo Lithgow. Su fundación tuvo como objetivo facilitar el intercambio agrícola y comercial. Por la importancia de esta construcción, comenzaron a llegar numerosas personas de Puerto Plata y otras localidades y paulatinamente se fueron estableciendo dando lugar a la conformación de un poblado que ganaría relevancia más adelante. 
En 1898 se construyó un templo católico actualmente desaparecido.
Esta consta con diversas comunidades las cuales destacan por la buena calidez de sus pobladores